# Luis Francisco de la Cerda y Aragón
Luis Francisco de la Cerda y Aragón, IX duca di Medinaceli (El Puerto de Santa María, 2 agosto 1660 – Pamplona, 26 gennaio 1711), è stato un nobile e politico spagnolo, viceré di Napoli dal 1696 al 1702.

## Biografia
Figlio primogenito del duca Juan Francisco de la Cerda e di Catalina de Aragón y Cardona; nel 1681 fu presente al matrimonio della sorella Lorenza Clara Maria Andrea de la Cerda con il principe Filippo II Colonna, avvenuto a Madrid nella Cattedrale di Santa Maria la Real de la Almudena.
Nel 1691, in seguito alla morte del padre, gli succedette in tutti i suoi titoli e possedimenti di famiglia. Durante il regno di Carlo II di Spagna fu ambasciatore presso il papa Innocenzo XII, il quale durante la sua permanenza a Roma rinsaldò i legami con il cognato, il quale durante la sua permanenza presso la città di Roma ebbe modo di stringere un certo legame con il celebre pittore Gaspar van Wittel all'epoca al servizio della famiglia Colonna.
Nel 1696 succedette al conte Francisco de Benavides y Dávila nella carica di viceré di Napoli, e proprio in quel periodo il nuovo viceré assunse il pittore Gaspar van Wittel al suo servizio con una stipendio mensile di 120 ducati, grazie anche alle buone raccomandazione del principe Filippo II Colonna.
Durante il suo governo, presso la città partenopea accaddero dei fatti di rilievo non solo per l'Italia meridionale, ma anche per la stessa corona spagnola. Nel 1701, in seguito alla notizia della morte del re di Spagna Carlo II d'Asburgo, i principi Gaetano Gambacorta, Tiberio Carafa e altri esponenti della nobiltà napoletana, ne approfittarono per mettere in atto una cospirazione contro lo stesso viceré e il governo spagnolo. Questo tentativo di ribellione prese il nome di congiura di Macchia.
Informato della sedizione, nel 1701 il viceré fece in modo che la rabbia e il malcontento del popolo di sfogasse contro gli stessi congiurati; successivamente, mentre in Europa iniziava la guerra di successione spagnola, il viceré Luis Francisco de la Cerda accettò a malincuore di mettersi al servizio del nuovo re di Spagna Filippo V di Borbone, il quale gli concesse la carica di primo ministro.
Sempre più ostile alla forte influenza francese presso la corte spagnola, nel 1710 fece trapelare agli inglesi un piano segreto francese circa gli sforzi per concludere una pace separata con la Repubblica delle Sette Province Unite. Per questo venne incarcerato nell'Alcázar di Segovia e poi trasferito al castello di Pamplona, dove il 26 gennaio 1711 morì.

## Matrimonio e figli
Il duca Luis Francisco de la Cerda nel 1678 sposò presso la Cattedrale dell'Almudena la duchessa María de las Nieves Téllez-Girón y de Sandoval, figlia del duca Gaspar Téllez-Girón y Sandoval e della duchessa Feliche de Sandoval y Rojas, la coppia ebbe solamente due figli:
- Catalina de la Cerda Téllez-Girón (1678 - 21 marzo 1681).
- Luis de la Cerda (1678 - 1695).